# ديلبرت بيكر
ديلبرت بيكر (بالإنجليزية: Delbert Baker)‏ هو كاتب أمريكي، ولد في 1953 في أوكلاند في الولايات المتحدة.